# Funny, Funny
"Funny, Funny" is een nummer van de Britse band The Sweet. Het verscheen op hun debuutalbum Funny How Sweet Co-Co Can Be uit 1971. Op 29 januari van dat jaar werd het uitgebracht als de eerste single van het album.

## Achtergrond
"Funny, Funny" is geschreven door Nicky Chinn en Mike Chapman en geproduceerd door Phil Wainman. Chinn en Chapman zijn verantwoordelijk voor de meeste hits uit de beginperiode van de band. Het nummer wordt omschreven als een goed voorbeeld van de bubblegumpop waar The Sweet aanvankelijk om bekend stond, voordat hun muziek steviger begon te worden.
"Funny, Funny" is, de vijfde single van The Sweet, is het eerste nummer van de band dat de hitlijsten haalde. In het Verenigd Koninkrijk, het thuisland van de groep, kwam het tot de dertiende plaats. In Nederland werd het een nummer 1-hit in zowel de Top 40 als de Daverende Dertig, en ook in Vlaanderen kwam het tot de hoogste positie in een voorloper van de Ultratop 50. Verder kwam het in Zweden en Zuid-Afrika tot de nummer 1-positie en haalde het in onder meer Denemarken, Duitsland, Finland, Ierland, Noorwegen, Rhodesië en Wallonië de top 10.

## Hitnoteringen

### Nederlandse Top 40
| Hitnotering: 03-04-1971 t/m 19-06-1971 | Hitnotering: 03-04-1971 t/m 19-06-1971 | Hitnotering: 03-04-1971 t/m 19-06-1971 | Hitnotering: 03-04-1971 t/m 19-06-1971 | Hitnotering: 03-04-1971 t/m 19-06-1971 | Hitnotering: 03-04-1971 t/m 19-06-1971 | Hitnotering: 03-04-1971 t/m 19-06-1971 | Hitnotering: 03-04-1971 t/m 19-06-1971 | Hitnotering: 03-04-1971 t/m 19-06-1971 | Hitnotering: 03-04-1971 t/m 19-06-1971 | Hitnotering: 03-04-1971 t/m 19-06-1971 | Hitnotering: 03-04-1971 t/m 19-06-1971 | Hitnotering: 03-04-1971 t/m 19-06-1971 | Hitnotering: 03-04-1971 t/m 19-06-1971 |
| Week                                   | 1                                      | 2                                      | 3                                      | 4                                      | 5                                      | 6                                      | 7                                      | 8                                      | 9                                      | 10                                     | 11                                     | 12                                     |                                        |
| -------------------------------------- | -------------------------------------- | -------------------------------------- | -------------------------------------- | -------------------------------------- | -------------------------------------- | -------------------------------------- | -------------------------------------- | -------------------------------------- | -------------------------------------- | -------------------------------------- | -------------------------------------- | -------------------------------------- | -------------------------------------- |
| Nummer                                 | 27                                     | 10                                     | 5                                      | 2                                      | 1                                      | 1                                      | 2                                      | 4                                      | 6                                      | 8                                      | 16                                     | 28                                     | uit                                    |

### Daverende Dertig
| Hitnotering: 10-04-1971 t/m 12-06-1971 | Hitnotering: 10-04-1971 t/m 12-06-1971 | Hitnotering: 10-04-1971 t/m 12-06-1971 | Hitnotering: 10-04-1971 t/m 12-06-1971 | Hitnotering: 10-04-1971 t/m 12-06-1971 | Hitnotering: 10-04-1971 t/m 12-06-1971 | Hitnotering: 10-04-1971 t/m 12-06-1971 | Hitnotering: 10-04-1971 t/m 12-06-1971 | Hitnotering: 10-04-1971 t/m 12-06-1971 | Hitnotering: 10-04-1971 t/m 12-06-1971 | Hitnotering: 10-04-1971 t/m 12-06-1971 | Hitnotering: 10-04-1971 t/m 12-06-1971 |
| Week                                   | 1                                      | 2                                      | 3                                      | 4                                      | 5                                      | 6                                      | 7                                      | 8                                      | 9                                      | 10                                     |                                        |
| -------------------------------------- | -------------------------------------- | -------------------------------------- | -------------------------------------- | -------------------------------------- | -------------------------------------- | -------------------------------------- | -------------------------------------- | -------------------------------------- | -------------------------------------- | -------------------------------------- | -------------------------------------- |
| Nummer                                 | 14                                     | 4                                      | 2                                      | 1                                      | 1                                      | 1                                      | 3                                      | 6                                      | 13                                     | 14                                     | uit                                    |

### NPO Radio 2 Top 2000
| Nummer met noteringen in de NPO Radio 2 Top 2000 | '99  | '00 | '01 | '02 | '03  | '04  | '05  |
| ------------------------------------------------ | ---- | --- | --- | --- | ---- | ---- | ---- |
| Funny Funny                                      | 1369 | -   | 275 | -   | 1536 | 1648 | 1557 |

1. ↑  Een '-' betekent dat het nummer niet was genoteerd en een vetgedrukt getal geeft de hoogste notering aan.
2. ↑  Deze tabel is bijgewerkt tot en met de laatste editie (2024).